# 속궁합
속궁합은 두 사람 간의 성교 및 성생활에 대한 만족도이다. 남녀 생년월일을 사주팔자·오행에 맞춰 봄으로써 이를 확인할 수 있다는 동양철학에 근거한 주장이 있다. 부부 사이에 속궁합은 결혼생활을 유지하는 데 중요한 요소로 작용한다. 2010년 관련 조사는 속궁합이 배우자 선택의 기준이 될 수 있음을 보여준다. 이 조사자료에서 대한민국 예비부부 중 50%는 배우자와 속궁합이 맞지 않을 경우 상대와 이별할 수 있다는 결과가 나왔다.

## 같이 보기
- 궁합
- 속궁합 사주